# Rody Kenny Courtice

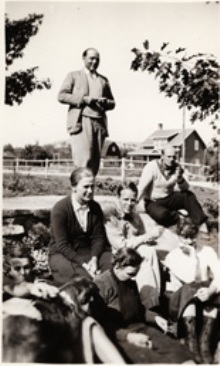
Randolph Hewton, Isabel McLaughlin, Gordon Webber, Audrey Taylor, Prudence Heward et Rody Kenny Courtice, vers 1935

Rody Kenny Courtice (née Roselyn Margaret Kenny ; 1891-1973) est une peintre et enseignante canadienne. Elle a été associée au Groupe des Sept au début de sa carrière, mais s'est ensuite éloignée vers un style plus individuel. Elle est active dans des associations d'artistes et prône pour la professionnalisation du métier d'artiste.

## Biographie
Roselyn Margaret Kenny est née à Renfrew, Ontario, en 1891. Elle a été l'une des premières femmes à être admise à l'Ontario College of Art pour étudier auprès d'Arthur Lismer. Elle remporte une bourse chaque année de 1920 à 1924.
Courtice a été bibliothécaire à l'Ontario College of Art de 1925 à 1926. Pendant dix ans, elle est l'assistante instructrice pour les cours pour enfants d'Arthur Lismer. Elle étudie également les marionnettes et la mise en scène avec Tony Sarg à l'Art Institute de Chicago en 1927, et elle continue à étudier ces sujets à New York, Londres et Paris. Elle est instructrice adjointe de John William Beatty à l'école d'été de Port Hope. Elle enseigne à la Doon School of Art. Elle et John Alford ont enseigné le cours d'été des enseignants. En 1950, Courtice étudie à l'école d'été de Hans Hofmann à Provincetown, Massachusetts.
Courtice épouse Henry Lloyd Hammond, un lieutenant de la Royal Air Force qui a été tué au combat le 4 août 1918. Son second mariage est  avec Andrew Roy Courtice. Elle décède en 1973.

## Travail

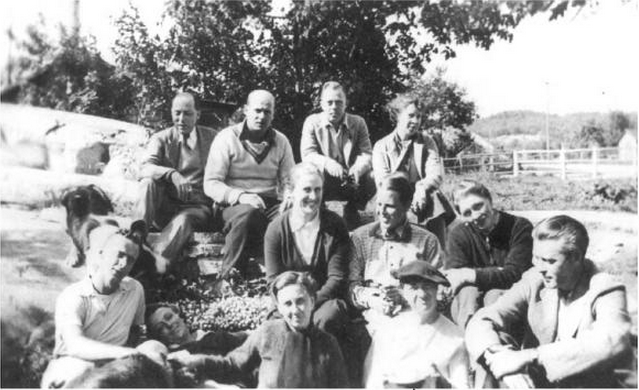
Whitefish Falls en 1936. Rangée du haut : Randolph Hewton, M. Whittall, Charles Comfort, Yvonne McKague Housser. Rangée du milieu : Isabel McLaughlin, Gordon Webber, Bennie Hewton. Rangée du bas : Hal Hayden, Audrey Taylor, Prudence Heward, Rody Kenny Courtice, M. Macdonald.

Courtice a été l'une des premières femmes à participer au mouvement moderniste canadien. Elle a été invitée à exposer avec le Groupe des Sept. Courtice a fait de nombreux paysages dans un style similaire aux membres du Groupe des Sept . Yvonne McKague Housser se souvient d'avoir accompagné Courtice lors d'un voyage de croquis dans le nord où ils n'ont pu trouver aucun paysage qui les intéressait. Courtice a assemblé un tronc d'arbre, des branches et des rochers dans une nature morte, qu'elle a appelée « un Lawren Harris ». Les deux femmes l'ont peint chacune comme s'il s'agissait d'un paysage panoramique, et l'ont décrit comme un paysage lorsqu'elles ont vendu leurs tableaux.
Plus tard, Courtice s'éloigne du Groupe des Sept et expose en solo ou avec d'autres femmes artistes. Elle est devenue membre du Canadian Group of Painters, fondé en 1933. Courtice a contribué aux illustrations de The Kingdom of Saguenay (1936) de Marius Barbeau, tout comme AY Jackson, George Pepper, Kathleen Daly, Peter Haworth, Bobs Cogill Haworth, André Charles Biéler, Arthur Lismer, Gordon Edward Pfeiffer, Yvonne McKague et Albert Edward Cloutier.
Elle accompagne Housser et Isabel McLaughlin lors de voyages dans des endroits tels que Cobalt, Gowganda, Nipissing et Kirkland Lake dans les années 1930, où ils ont peint des sujets industriels.  Son travail peut avoir un contenu politique. Le jeu ( c. 1949 ) dépeint la guerre comme un jeu dans un théâtre de jouets, avec des pièces d'échecs noires, blanches et rouges sur un échiquier décoré d'un marteau et d'une faucille.
Courtice expose à la Tate Gallery, Londres, au Brésil, à New York à l'Exposition universelle de 1939, au Riverside Museum et à l'American-British Gallery, New York. Elle a présenté une exposition personnelle au Victoria College, à Toronto en 1951. Un examen de l'œuvre du Canadian Group of Painters à l'Exposition universelle de 1939 a déclaré « Ces … sont vitaux, jeunes et imaginatifs . . . Certains artistes sont plutôt plus expressionnistes... d'autres encore sont plus intéressés par des motifs sophistiqués très inventifs, parmi lesquels Rody Kenny Courtice avec son [sic] Just Cows, ou dans un fantasme quasi primitif, comme Paraskeva Clark" .

## Associations
Courtice est membre associé de l'Académie royale des arts du Canada, de la Société des artistes de l'Ontario, de la Société canadienne des peintres en aquarelle et de la Société canadienne des arts graphiques. Elle devient un des membres exécutifs du Club Heliconian. Elle est présidente de la section ontarienne de la Fédération des artistes canadiens de 1945 à 1946. La Fédération est une organisation de lobbying fondée après la Conférence des artistes canadiens de Kingston en 1941. Courtice, avec d'autres femmes artistes telles qu'Yvonne McKague Housser et Elizabeth Wyn Wood, et leurs collègues masculins, se sont efforcés d'obtenir un soutien public croissant pour les arts, ce qui a conduit au parrainage d'artistes professionnels par l'État.